# さまぁ〜ずと優香の怪しい××貸しちゃうのかよ!!
『さまぁ〜ずと優香の怪しい××貸しちゃうのかよ!!』（さまぁ〜ずとゆうかのあやしいチョメチョメかしちゃうのかよ!!）は、2002年4月2日から2004年9月28日までテレビ朝日系列で放送されていた深夜バラエティ番組である。

## 番組概要
放送開始当初は番組名が正式に決まっておらず、その頃のタイトルは『さまぁ〜ずと優香の怪しいホール貸しちゃうのかよ!!（仮）』だった（｢番組名の変遷｣参照）。この頃の内容は、どこで撮影されているのかも分からない怪しいホールを、グラビアアイドルを迎えての怪しい撮影イベントや怪しい企業の説明会などに会場として提供、そこで行われる一部始終を、館内設置の防犯カメラを通し、さまぁ〜ず扮する警備員（2人のうちどちらか一方が担当）が警備室からレポート（及び逐一ツッコミコメント）をする、というものだった。プライバシー保護のため、イベントの主催者やその参加者たち、企業説明会の担当者たちの顔や声はモザイクやボイスチェンジャー等で伏せられる。合間合間に、三村・大竹・優香の3人がその収録ビデオを元に雑談をするパートに切り替わる（卑猥な内容の場合、優香の席に優香の代わりにマネージャーやぬいぐるみがいたりする）。
2004年1月からは、クイズを主体にしたものとなる。そのクイズも普通ではなく、少々怪しいテーマを扱ったものであった。2004年10月からは、番組リニューアルという形で木曜23:15に放送枠が移動、番組名も『クイズプレゼンバラエティー Qさま!!』となる（詳細はリンク先を参照）。ただしさまぁ～ず司会の深夜番組としては水曜24:51（2005年4月より24:45）に放送枠を移し、2004年10月より『指名手配』が開始する。

## 出演者
- さまぁ〜ず（大竹一樹・三村マサカズ）
- 優香

さまぁ〜ず、優香ともにホリプロの所属で以前から仲が良く、この組み合わせでレギュラー出演者に選出することが番組企画時より決定していた。

## 番組名の変遷
本番組の番組名の変遷を以下に示す。
- 2002年4月2日（#1）

『さまぁ〜ずと優香の怪しいホール貸しちゃうのかよ!! 』
- 2002年4月9日 - 7月16日（#2 - #16）

『さまぁ〜ずと優香の怪しいホール貸しちゃうのかよ!!（仮）』
- 2002年7月23日 - 8月13日（#17 - #20）

『さまぁ〜ずと優香の怪しいビーチ貸しちゃうのかよ!!（仮）』
- 2002年8月20日 - 9月3日（#21 - #23）

『さまぁ〜ずと優香の怪しい廃校貸しちゃうのかよ!!（仮）』
- 2002年9月10日、9月24日（#24、#26）

『さまぁ〜ずと優香の怪しいマンションとレースクイーン貸しちゃうのかよ!!（仮）』
- 2002年9月17日（#25） ※総集編

『さまぁ〜ずと優香の怪しいホールとビーチと廃校とマンションとレースクイーン貸しちゃうのかよ!!（仮）』
- 2002年10月1日（#27） ※85分スペシャル

『さまぁ〜ずと優香の怪しいホール貸しちゃうのかよ!! スペシャルで90分やっちゃって大丈夫かよ! タイトルも（仮）かよ! （仮）』
- 2002年10月8日以降（#28 - ）

『さまぁ〜ずと優香の怪しい××貸しちゃうのかよ!! 』
- なお、このタイトルは毎回の番組オープニングにしか登場せず、放送中常に画面右下に表示されるサブタイトルは、これまで通り貸した場所によって異なる。主に「ホール」が多かったが、他に『さまぁ〜ずと優香の怪しい温泉貸しちゃうのかよ!! 』など少々変わり種のサブタイトルも存在していた。
- 2004年1月に企画が大幅に変更されたことに伴い、以降のサブタイトルは放送終了まで『さまぁ〜ずと優香の怪しいクイズ出しちゃうのかよ!! 』で固定された。

## 備考
- 番組名が非常に長いため、ラ・テ欄掲載時のタイトルの略し方も、初期には『怪しい××』『さま優』『優香ホール』『優香怪しい』『優香かよ』などその週により様々だったが、中期以降は『怪しい××』でほぼ統一されていた。KBS京都テレビの時差ネットの際にも、その回のテレビ朝日本放送時のラ・テ欄略称にわざわざ合わせていた。ちなみに、第1回の放送では『優香かよ』で、これをスタジオで見たさまぁ〜ずは落ち込んでいた。初期に略称が何度も変わったのは、この流れを受けて番組中でネタにしていた影響が大きい。
- 番組ホームページは優香を全面に押し出した作りになっており、URLも『www.tv-asahi.co.jp/yu-ka/』であった。
- メ〜テレではテレビ朝日での本番組の時間枠で、同じくさまぁ〜ず出演の「さまぁ〜ずげりらっパ」を制作・放送していた（本番組は時差ネット放送）。
- 本番組では特番『〜90分拡大スペシャル』が時々放送されていたが、その回で扱うテーマは「キャバクラ嬢vsグラビアアイドル 全面抗戦」ものが多かった。
- シリーズ全般を通し、声優・郷里大輔がこの番組のナレーションを担当。独特の重々しい低音により、番組の怪しさに拍車を掛けていた。
- VTRに出演しているイベント参加者などは一般人が大多数をしめている為、プライバシー保護の観点から殆どの人にモザイクや目隠し線がかけられた為、深夜番組としてはあり得ない程、編集に時間と費用がついやされた。ポストプロダクションのIMAGICAは自社だけでは対応しきれず、他社の編集室にも協力を要請していた。
- 2004年6月8日は本番組を休止し、『中居正広がいまさら…キスした?SMAP』が放送された（一部地域を除く）。
- 初めて○○やってみた、2015年3月8日放送で、自身3人らの初めての番組を振り返る企画で、13年振りに、この番組が紹介された。
- 2004年2月28日放送のAIR-G'『NACS GOTTA ME!』にて、まだ北海道ローカルでの知名度しかなかった安田顕に屁コキとして当番組からオファーが来ていた事が語られた (当時、北海道ローカルのバラエティやラジオではいつでも放屁出来る事を売りの一つにしていた)。パパパパパフィーにも携わっていた河口勇治プロデューサー兼ディレクターが、屁関係の企画立案の際に大泉洋との会話を思い出しオファーを掛けたが、「百発百中ではない」と言う理由で難色を示した。最終的には百発百中の人を見つけ、出演する事は無かった。安田顕はこのオファーを受けるか悩んだ結果、屁が出なくなった。

## 主題歌
歴代エンディングテーマ
- Infix『風の彼方に〜Live.believe the future〜』（時期不明）
- SUGIZO & THE SPANK YOUR JUICE『SUPER LOVE』（2002年7月 - 9月）
- GRAPEVINE『BLUE BACK』（2002年10月 - 12月）
- LISA『Superstar』（2003年3月 - 6月）
- SOUL'd OUT『Shut Out』（2003年7月 - 9月）
- ロットングラフティー『MASSIVE DRIVEN』（2003年10月 - 12月）
- Nao『冬の空』（2004年1月 - 3月）
- 湘南乃風『応援歌』（2004年4月 - 6月）
- 倖田來未『Chase』（2004年7月 - 9月）

## スタッフ
- ナレーション：郷里大輔
- 構成：鈴木おさむ、なかじまはじめ、堀雅人（途中から）
- 技術：TSP（纐纈晃浩・辺見洋・羽田廣宣・戸塚夏樹 ほか数名）
- 編集・MA：IMAGICA（本郷孝之・中野亮一 ほか数名）
- 音響効果：波多野精二（CUBIC）
- スタイリスト：高村純子
- アシスタントディレクター：遠藤由一郎、辺見敏章
- デスク：岩原嘉子
- ディレクター：金丸貴文、制野慎太郎、樋口圭介（初期はアシスタントディレクター）
- プロデューサー：佐藤哲也（ホリプロ）、岩野邦弘（ホリプロ）
- プロデューサー・演出：JOHN河口（河口勇治・テレビ朝日）
- チーフプロデューサー：平城隆司（テレビ朝日）
- 制作協力：ホリプロ
- 制作著作：テレビ朝日